# Alexis Gloutier
Alexis Gloutier, né à Ninville (Haute-Marne) le 27 février 1758 et mort à Gizeh (Égypte) le 26 avril 1800, est un administrateur français.

## Biographie
Il fut administrateur de la Palestine, emploi dont l’échec devant Saint Jean d’Acre fit une sinécure, puis devint administrateur des finances à la place de Poussielgue, et est nommé membre de l’Institut d'Égypte dans la section économie le 22 août 1798. 
Le lendemain, 6 fructidor an VI à six heures du matin, l’Institut tient sa première séance sous la présidence de Bonaparte, au cours de laquelle le bureau est formé et où des commissaires sont nommés pour procéder aux premières études. L’équipe composée de Berthollet, Costaz, Desgenettes, Malus et Gloutier, devra apporter une réponse à la question suivante émise par Napoléon : « Quelle est la production qui pourrait remplacer le houblon pour faire la bière ? ». 
Le 16 vendémiaire an VII (7 octobre 1798), Alexis Gloutier fait partie d’une nouvelle commission chargée d’étudier les améliorations à apporter concernant les divers genres de culture, puis est amené à réfléchir le 26 frimaire suivant sur les ousis. Chargé d'explorer le pays, sous le rapport scientifique, il recevait ses ordres directement du général Kléber. 
On en trouve quelques exemples dans l’ouvrage « Kléber et Menou en Égypte depuis le départ de Bonaparte (août 1799-septembre 1801) » documents publiés pour la Société d'histoire contemporaine par François Rousseau. 
Il fut particulièrement distingué par le général Bonaparte, ainsi que le rappelle le Moniteur Universel qui annonce son décès dans ses numéros des 21 et 30 fructidor an VIII. 
« Le citoyen Gloutier, administrateur général des finances et membre de l’Institut d’Égypte est mort à Gizeh, le 6 floréal an VIII (26 avril 1800) regretté de tous ceux qui l’ont connu dans les différentes parties de l’économie politique ». 
« Ayant fait beaucoup de recherches sur les antiquités, l’histoire et l’état actuel de l’Égypte… », la famille de Gloutier remit à la commission chargée de publier les travaux de l'Institut de nombreux manuscrits rédigés par l’économiste.
Son décès est également annoncé dans le Courrier de l'Égypte.